# 양파가루

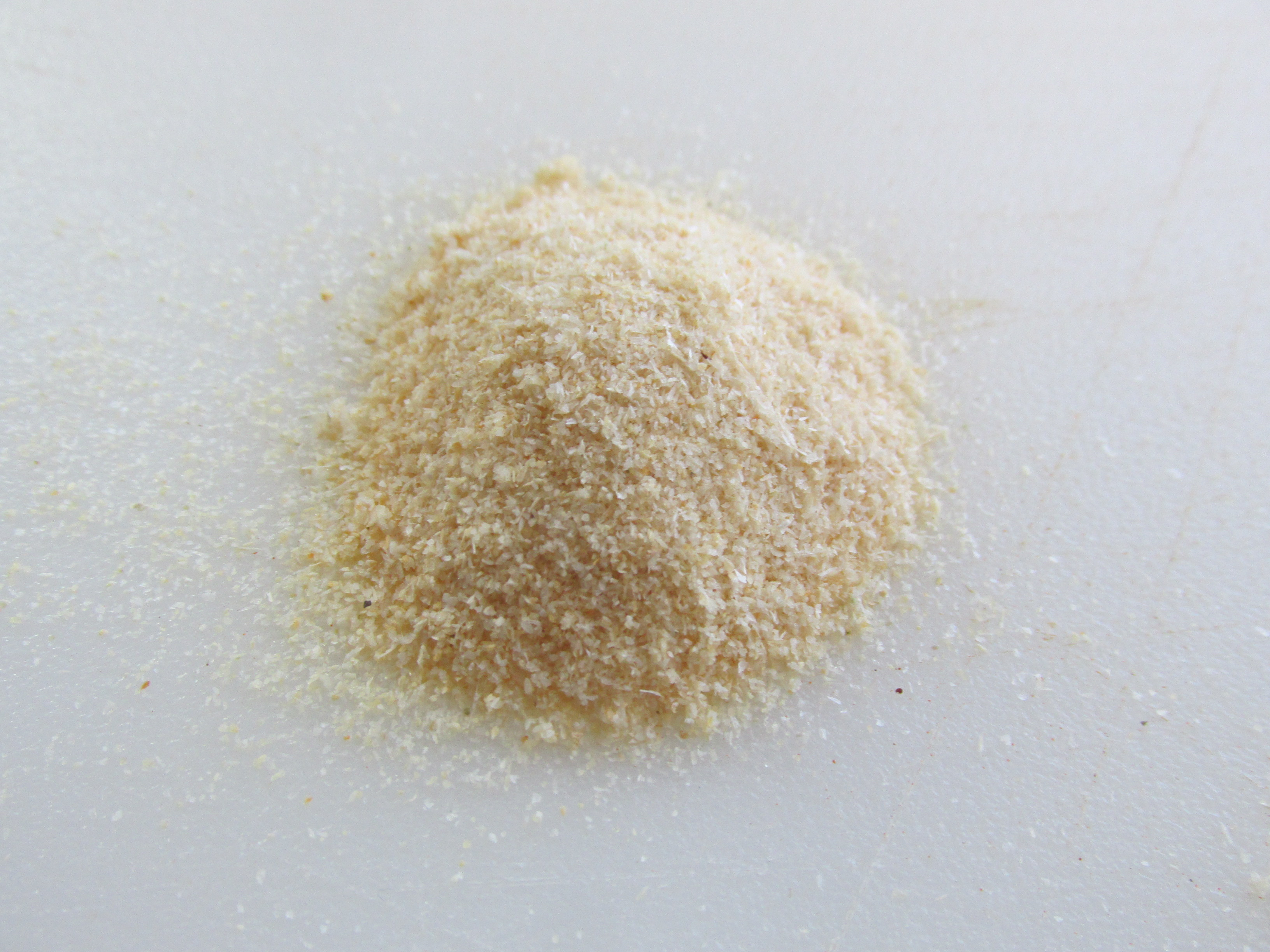
양파가루

양파가루(洋---)는 양파를 건조해 분쇄한 가루이다. 조미료로 쓰인다. 배합 향신료에 흔히 들어가는 재료이기도 하다. 양파 가루는 건조하고 다진 양파를 양념으로 사용하는 것이다. 보몽드 시즈닝과 같은 양념 소금과 향신료 믹스의 일반적인 재료이다. 일부 품종은 구운 양파를 사용하여 만든다. 흰 양파, 노란 양파, 붉은 양파를 사용할 수도 있다. 양파 가루는 다양한 요리에 사용되는 시판 식품이다. 양파 가루는 직접 만들 수도 있다.
양파 소금(onion salt)은 말린 양파와 소금을 주재료로 한 향신료이다.

## 같이 보기
- 고춧가루
- 마늘가루
- 생강가루
- 건채